# Adelopygus divergens
Adelopygus divergens är en skalbaggsart som först beskrevs av Schmidt 1889.  Adelopygus divergens ingår i släktet Adelopygus och familjen stumpbaggar. Inga underarter finns listade i Catalogue of Life.